# بال عناثق (المهرة)

تعديل مصدري - تعديل

بال عناثق هي إحدى قرى عزلة جاذب بمديرية حوف التابعة لمحافظة المهرة، بلغ تعداد سكانها 40 نسمة حسب تعداد اليمن لعام 2004.